# Australasian Legal Information Institute
Australasian Legal Information Institute é uma instituição operada, conjuntamente, pelas Faculdades de Direito da Universidade de Tecnologia de Sydney e da Universidade de Nova Gales do Sul. É notável pelo estabelecimento do maior banco de dados on-line da Austrália sobre a legislação australiana e jurisprudência. Sua objetivo é melhorar o acesso à justiça através do acesso à informação jurídica.